# Enckekaserne

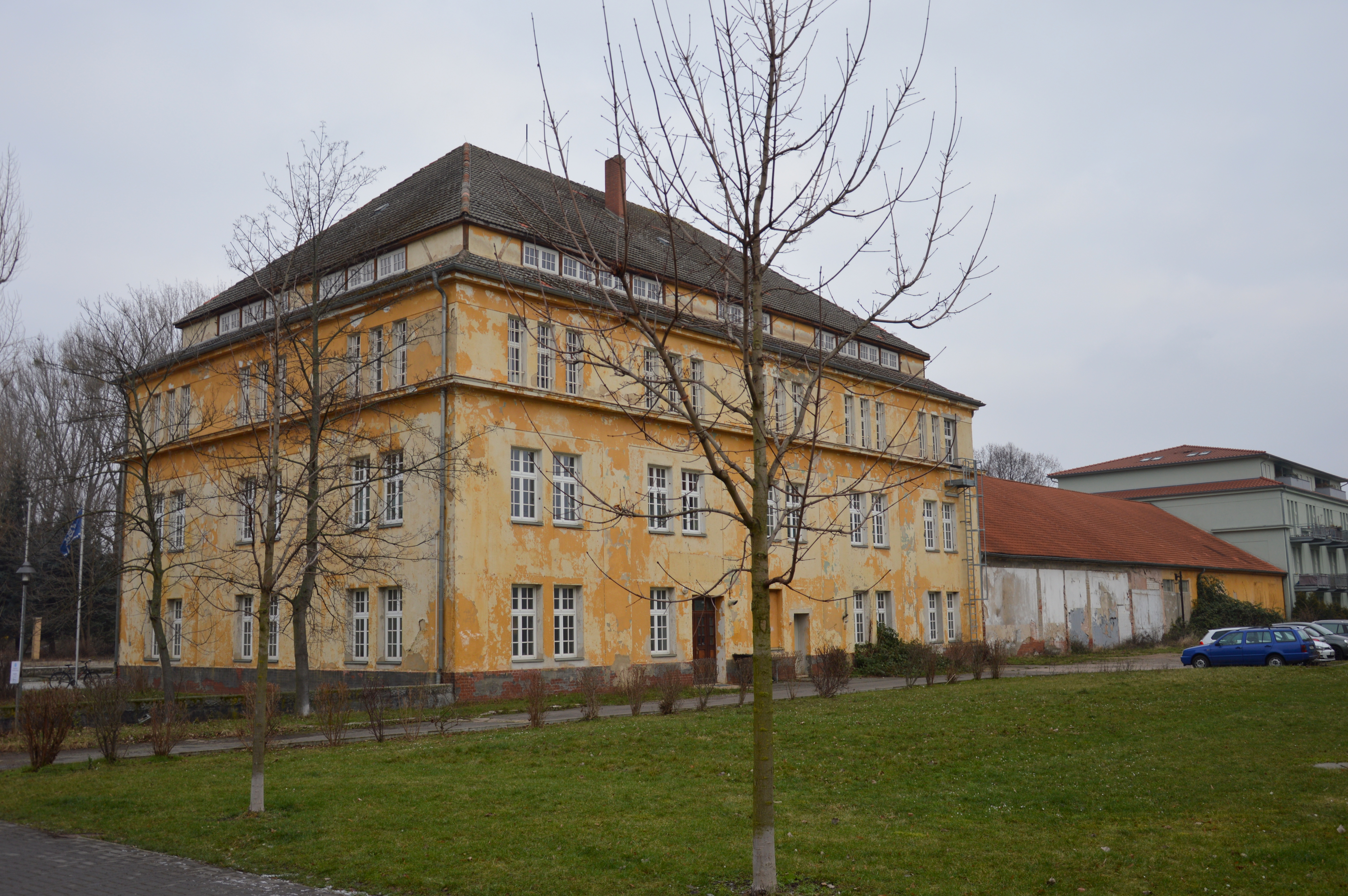
Enckekaserne

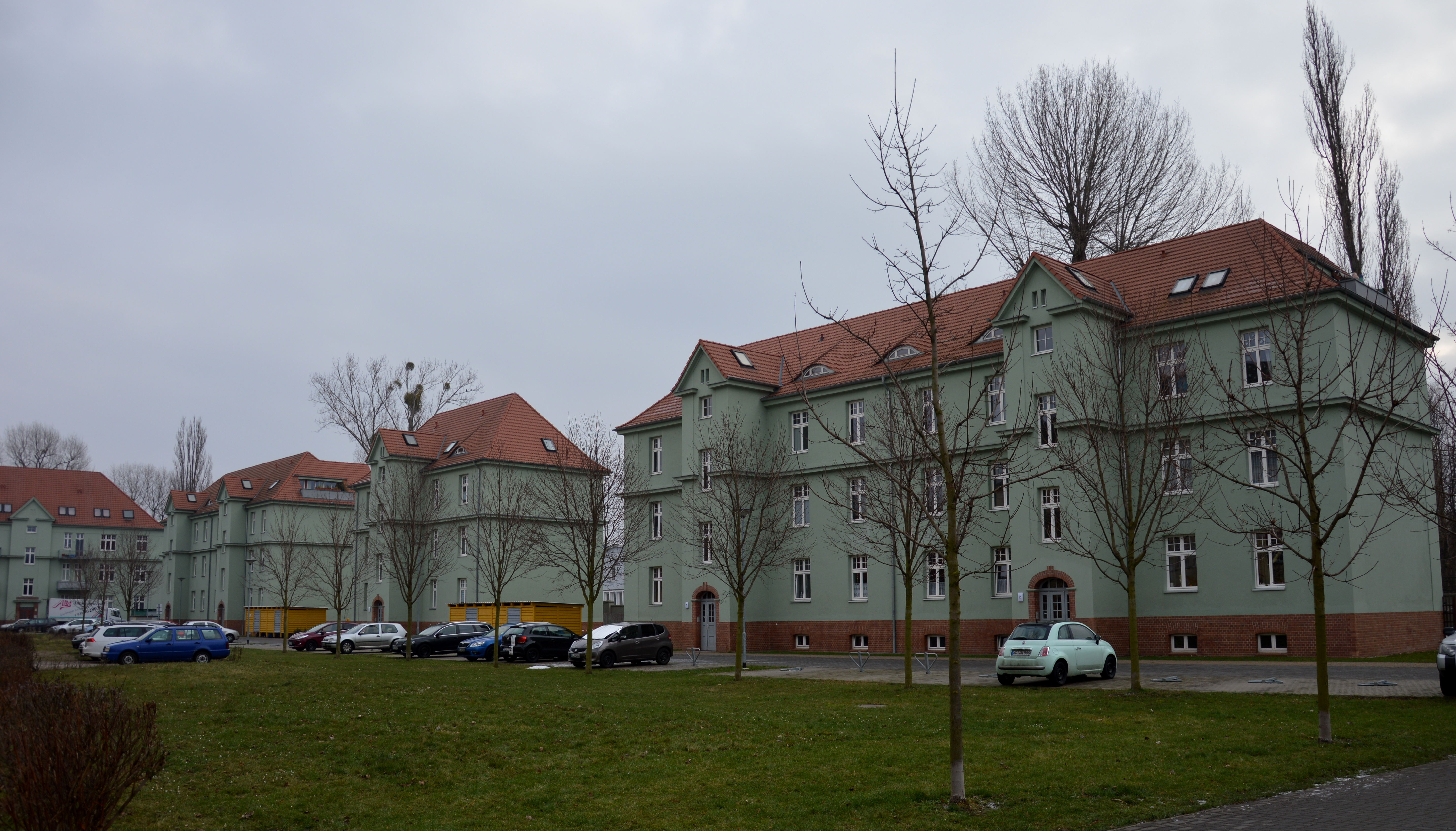
Blick von Norden auf die südliche Häuserreihe entlang der Hohendodelebener Straße

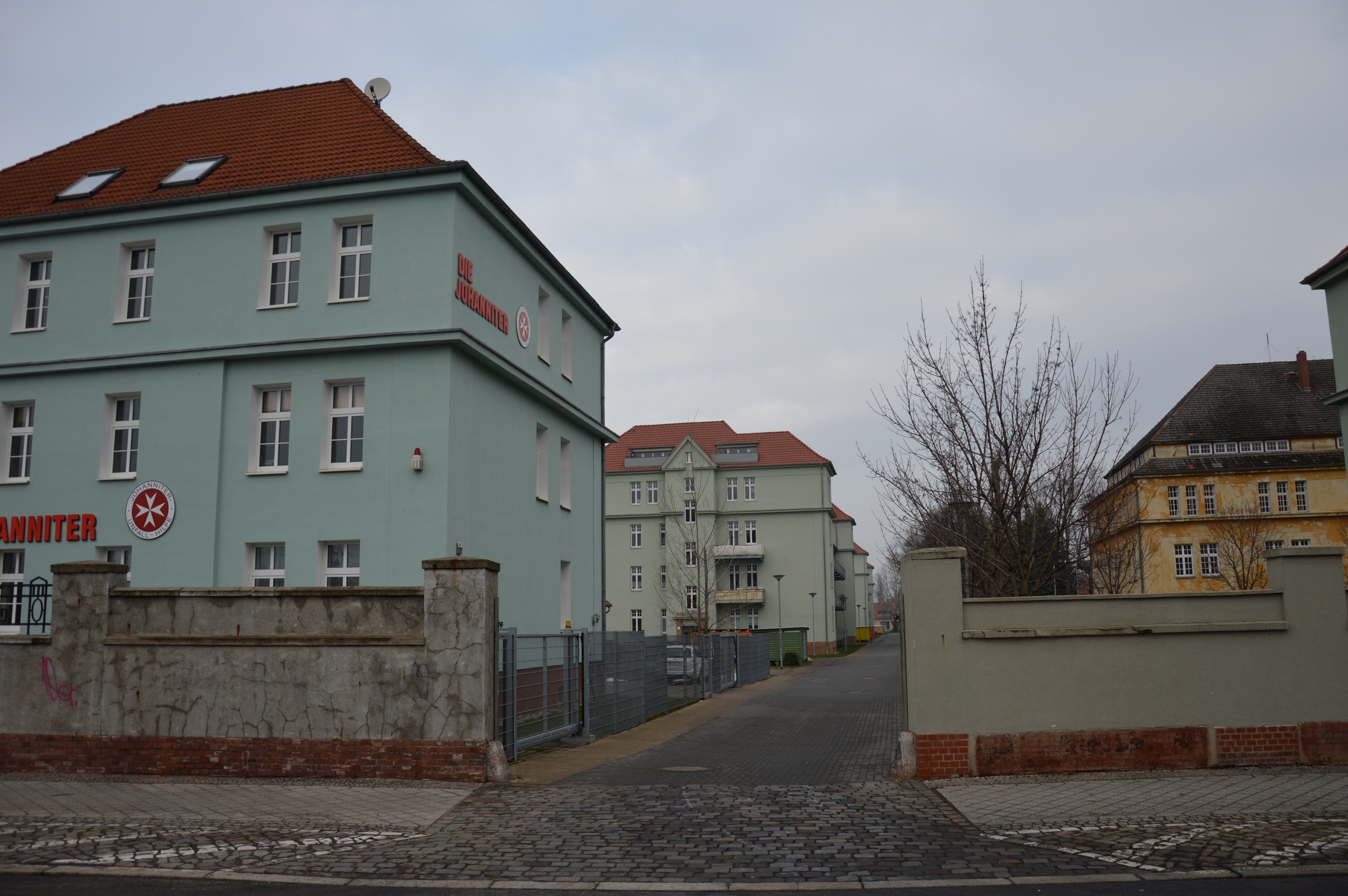
Toreinfahrt von der Hohendodelebener Straße, 2016

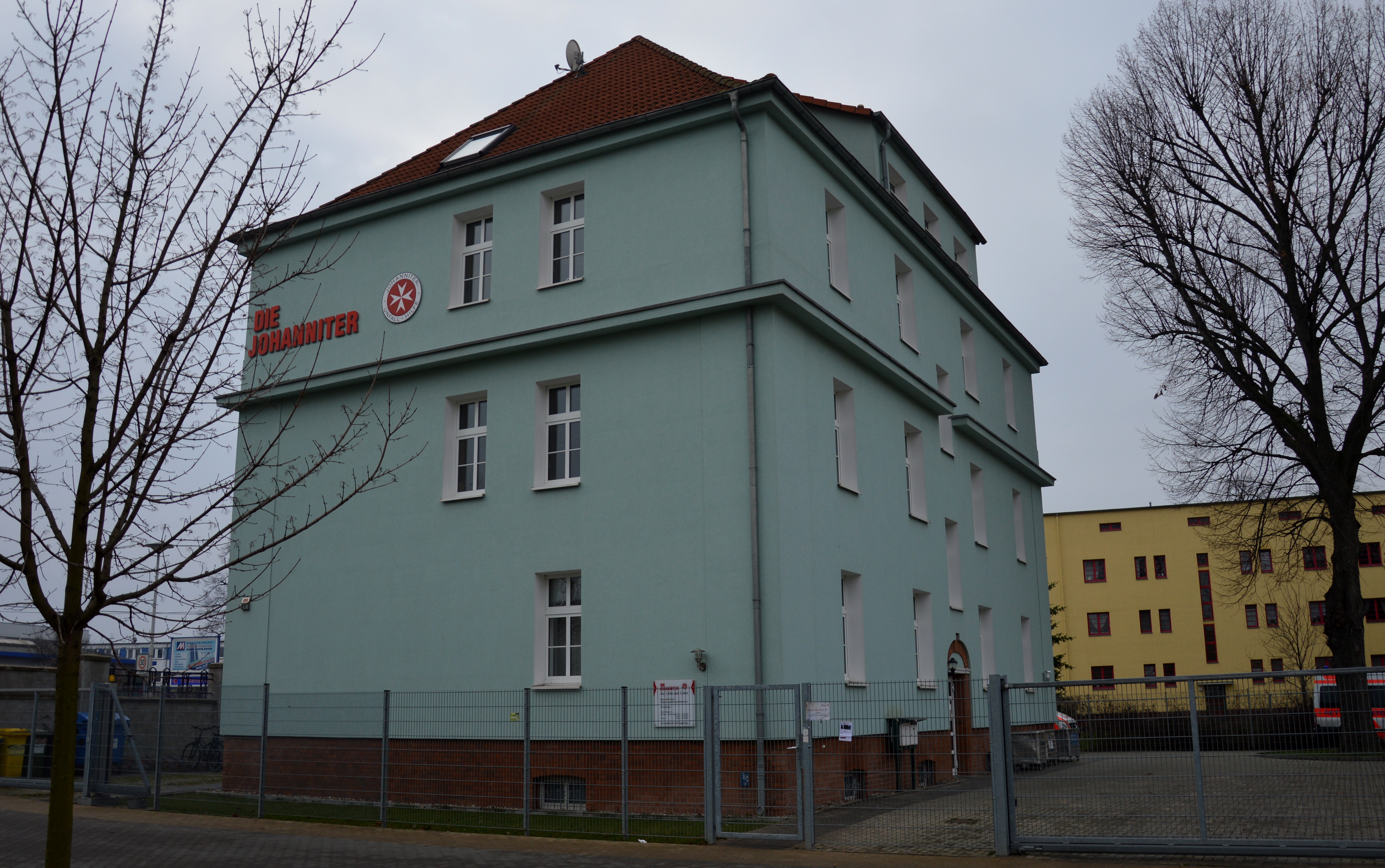
Gebäude der Johanniter-Unfallhilfe

Die Enckekaserne ist eine ehemalige Kaserne in Magdeburg in Sachsen-Anhalt. Die Kaserne dient heute überwiegend Wohnzwecken und ist denkmalgeschützt.

## Lage
Sie befindet sich im Magdeburger Stadtteil Stadtfeld West an der Adresse An der Enckekaserne 1-128. Südlich verläuft die Hohendodelebener Straße, östlich die Beimsstraße. Nördlich und westlich grenzt die Hermann-Beims-Siedlung an.

## Geschichte
Die Kaserne entstand in den Jahren 1912/13 nach Plänen des Regierungsbaumeisters im Militärneubauamt Endert auf dem Gelände des ehemaligen Fort IV der Festung Magdeburg. Benannt wurde sie nach dem preußischen Generalleutnant August Encke. Sie diente als Garnison des Fußartillerie-Regiments „Encke“ (Magdeburgisches) Nr. 4 der preußischen Armee, das seit 1889 vollständig in Magdeburg stationiert war. Die Planungen für die Kaserne begannen ab 1906, die Nutzung wurde 1913 aufgenommen.
Das Fußartillerie-Regiment nutzte die Kaserne jedoch nur kurz. Nach dem Ende des Ersten Weltkriegs wurde es zunächst in Halberstadt stationiert und dort 1919 aufgelöst. Die Enckekaserne wurde jedoch weiter militärisch genutzt, ab 1921 von der Reichswehr. Dort waren die 9. Kompanie (Radfahrer) des 2. Bataillons des 12. Infanterie-Regiments, die 3. Schwadron der Fahr-Abteilung 4 sowie die 2. Kompanie der Kraftfahr-Abteilung 4 untergebracht (letztere ab 1935 Panzer-Abwehr-Abteilung der Wehrmacht). Die 9. Kompanie/12. IR wurde 1928 in die Kaserne Am Zuckerbusch verlegt. 

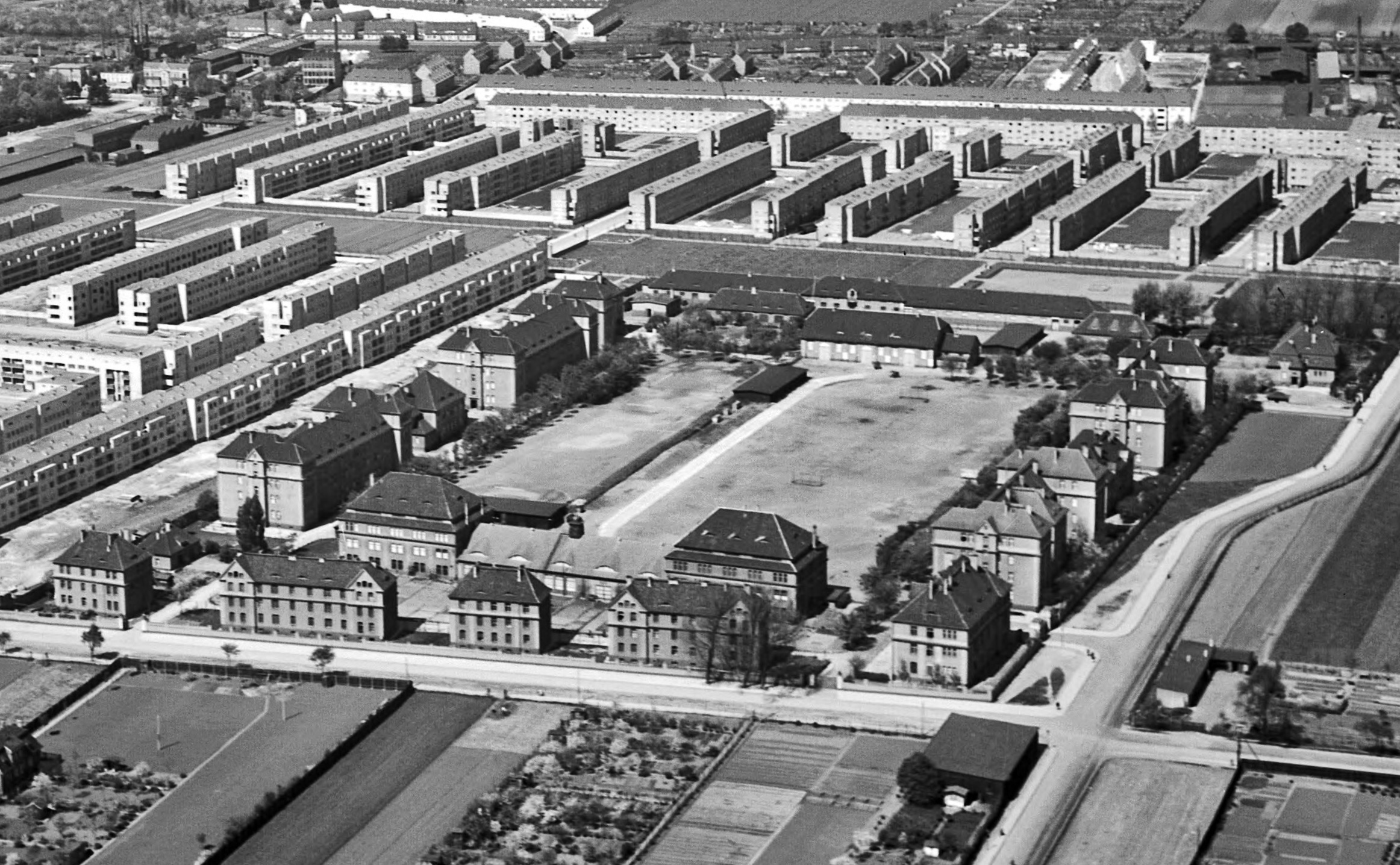
Blick von Süden auf die Enckekaserne, 1928

1937 entstanden im nördlichen Teil der Anlage Lkw-Garagen, hierfür wurde der östliche Teil des zentralen Grünzuges der Hermann-Beims-Siedlung in Anspruch genommen.
Während des Zweiten Weltkriegs waren in der Enckekaserne Ersatz- und Ausbildungstruppen untergebracht. Sie war Standort der Panzerjäger-Abteilung 13 der 13. Panzer-Division. Nach Kriegsende nutzte 1945 zunächst die US-Armee die Kaserne. Sie betrieb in der Anlage eine Sammelstelle für Zwangsarbeiter aus Osteuropa. Es folgte eine kurze Nutzung durch die britische Armee. Ab 1946 lag in der Kaserne der Stab der 3. Stoßarmee (ab 1954 3. Allgemeine Armee) der Gruppe der Sowjetischen Streitkräfte in Deutschland. Die Sowjetarmee zog 1991 infolge des Zwei-plus-Vier-Vertrages ab.
Die Kaserne stand dann weitgehend leer. Der ehemalige Exerzierplatz wurde durch einen großen Baumbewuchs geprägt. Lediglich das ehemalige Kammergebäude und Exerzierhaus wurde durch das Technische Hilfswerk genutzt. Darüber hinaus bestand eine Einrichtung der Johanniter-Unfallhilfe. Anfang des 21. Jahrhunderts wurden dann viele der übrigen Gebäude saniert und zu Wohngebäuden umgenutzt. Das Gebäudeensemble der Kaserne ist weitgehend erhalten.
Am 22. Januar 2016 kam es in einem der Wohngebäude im Süden der Anlage zu einem Dachstuhlbrand.
Im Denkmalverzeichnis des Landes Sachsen-Anhalt ist das Gebäude unter der Erfassungsnummer 094 82662 als Kaserne verzeichnet.

## Architektur
Es entstanden als Mannschaftshäuser schlichte drei- bis viergeschossige Putzbauten, die um einen großzügigen Exerzier- und Turnplatz angeordnet wurden. Der Grundriss der Anlage ist rechteckig, wobei die Mannschaftshäuser an den langen Seiten auf der Ost- und Westseite angeordnet wurden. Die Mannschaftshäuser bestehen aus einem langen dreigeschossigen Mittelflügel mit Seitenflur und zwei großen Kopfrisaliten an den Gebäudeenden. Nach außen gerichtet besteht darüber hinaus auch ein dreigeschossiger Mittelrisalit. Die Eingänge wurden jeweils auf den Stirnseiten in flachen einachsigen von einem Dreiecksgiebel bekrönten Risaliten angeordnet. Die Mannschaftsbauten erheben sich, wie die weiteren Gebäude auch, jeweils auf einem Sockel aus Eisenklinkern. Die Fassaden sind durch eine kleinteilige Fenstergliederung und einer flacher Lisenengliederung gegliedert. Das Kranzgesims der dreigeschossigen Bereiche ist auch über die viergeschossigen Kopfbauten weiter geführt. Oberhalb der Gesimse erfolgt eine horizontale Gliederung durch flache, breite Bänder. Zur Bauzeit waren die Fassaden zumindest zweifarbig gestaltet. Die flachen Lisenen wurden heller gestaltet. Bedeckt sind die Bauten mit Walmdächern, wobei zum Teil auch die ursprünglichen Schleppgauben erhalten sind.
Jeweils zwischen den Mannschaftshäusern befindet sich ein kleineres zweigeschossiges Wirtschaftsgebäude. Auf der Westseite gibt es darüber hinaus noch ein kleineres Mannschaftshaus für die Bespannungs-Abteilung. Bei den Kopfbauten der Mannschaftsgebäude I-IV und der Bespannungs-Abteilung wurden aus Gründen des inneren Dienstbetriebes auf der Höhe der Dachgeschosse Räumlichkeiten eingefügt. Das Heeresbauamt erhielt für diese Abweichung von den üblichen Bauvorschriften eine gesonderte Erlaubnis der Baupolizei. Genutzt wurden diese Räume nur als Lager für die Friedensbekleidung sowie als Putz- und Flickstuben. Eine dauerhafte Unterbringung von Menschen erfolgte dort nicht.
An der Nordseite des Geländes entstand ein Reitplatz, an den eine Reithalle und die Pferdeställe der Bespannungs-Abteilung grenzen. Es gab eine Beschlagschmiede und auch einen Krankenstall.
Im Nordosten der Anlage entstand das Offizierskasino. Es ist deutlich aufwändiger und wohnlicher gestaltet als die übrigen Bauten. Es bestehen Risalite, Erker, Dacherker und zierende Architekturelemente. So besteht oberhalb des Eingangs auf der Ostseite um ein Ochsenauge ein gebogenes Giebelfeld mit Vestons und Voluten. Am Offizierskasino wurden verschiedene Fensterformen eingesetzt. Bedeckt ist der Bau von einem großen Walmdach bedeckt, das annähernd die Hälfte der gesamten Höhe des Hauses umfasst und damit das eher ländliche Aussehen dieses Baus prägt. Die Fensterrahmungen der Dachhäuschen des Offizierskasinos sind mit Fazien verziert.
Im Südosten wurde das Stabsgebäude errichtet. Im Süden der Anlage befindet sich das große Exerzierhaus mit Bekleidungskammer. Es verfügt über ein Pagodendach. Der schmale Mittelrisalit, in dem der Eingang angeordnet ist, wird von einem Dreiecksgiebel bekrönt. An der Südseite zur Hohendodelebener Straße hin stehen zwei Familienhäuser. Sie sind kleiner als die Mannschaftsbauten und verfügen über jeweils zwei Eingänge von Norden her. In die Kaserne führten ursprünglich vier Einfahrten. Drei lagen im Süden, die Haupteinfahrt im Osten.
Umgeben ist das Kasernengelände von einer 2,5 Meter hohen Umfassungsmauer. Im Bereich von Gebäuden beträgt die Mauerhöhe lediglich 1,75 Meter und wird durch aufgesetzte Gitter erhöht.
Anders als bei älteren Kasernenbauten in der Stadt wurde weitgehend auf repräsentative Elemente verzichtet. Die Gestaltung lehnte sich an den Stil des Neoklassizismus an.